# Antti Törmänen
Antti Ilari Törmänen (* 19. September 1970 in Espoo) ist ein ehemaliger finnischer Eishockeyspieler und derzeitiger -trainer, der in seiner aktiven Zeit von 1987 bis 2004 unter anderem für die Ottawa Senators in der National Hockey League, sowie HV71 Jönköping und Södertälje SK in der schwedischen Elitserien gespielt hat.

## Karriere

### Als Spieler
Antti Törmänen begann seine Karriere als Eishockeyspieler in seiner Heimatstadt in der Jugend der Espoo Blues, für deren Profimannschaft er von 1988 bis 1990 in der zweitklassigen I divisioona aktiv war. Anschließend wechselte er zu Jokerit, für die er die folgenden fünf Jahre in der SM-liiga spielte. In dieser Zeit gewann der Angreifer 1992 und 1994 jeweils den Finnischen Meistertitel und wurde 1995 mit seiner Mannschaft Vizemeister. Zudem gewann der Linksschütze in der Saison 1994/95 mit Jokerit den Europapokal. In dieser Zeit wurde Törmänen im NHL Entry Draft 1994 in der elften Runde als insgesamt 274. Spieler von den Ottawa Senators ausgewählt, für die er in der Saison 1995/96 sein Debüt in der National Hockey League gab. In dem einzigen NHL-Jahr seiner Laufbahn erzielte der Finne in 50 Spielen insgesamt 15 Scorerpunkte, darunter sieben Tore. Außerdem stand er in 27 Spielen für Ottawas Farmteam aus der American Hockey League, die Prince Edward Island Senators, auf dem Eis.
Nach seinem einjährigen Gastspiel in Nordamerika kehrte Törmänen zu Jokerit zurück, mit denen er 1997 erneut Meister wurde. In der folgenden Spielzeit scheiterte er mit seinem Team als Dritter nur knapp an der Titelverteidigung. Daraufhin unterschrieb er erstmals im europäischen Ausland, wo der ehemalige NHL-Spieler von 1998 bis 2000 für HV71 Jönköping in der schwedischen Elitserien auflief. Es folgten erneut zwei Jahre bei Jokerit, wobei der Olympiateilnehmer von 1998 mit den Hauptstädtern 2002 zum vierten Mal Meister wurde. Seine Karriere beendete Törmänen, der 1995 beim bis 2011 einzigen WM-Titel seines Landes auf dem Eis stand, 2004 beim schwedischen Erstligisten Södertälje SK.

### Als Trainer
In der Saison 2007/08 war Törmänen als Cheftrainer der U20-Mannschaft von Espoo Blues tätig. Zwei Spielzeiten  später war Törmänen als Assistenztrainer bei Jokerit aus der SM-liiga aktiv. Während der Spielzeit 2010/11 stand er beim finnischen Zweitligisten Vaasan Sport als Cheftrainer hinter der Bande und gewann mit diesem die Meisterschaft der Mestis. Weiters war er dort als Director of Hockey Operations tätig. Im Anschluss wurde er vom SC Bern aus der National League A in der Position des Assistenztrainers verpflichtet. Nach der Entlassung von Larry Huras am 21. Oktober 2011 wurde Törmänen zunächst als Interimstrainer des SC Bern vorgestellt. Mitte Dezember des gleichen Jahres erhielt er einen Vertrag als Cheftrainer bis zum Ende der Saison 2012/13, falls der SC Bern mindestens das Playoff-Halbfinale 2012 erreichen würde. Da der SC Bern Vizemeister wurde, kam diese Klausel zur Anwendung.
In der Saison 2012/13 gewann er mit dem SC Bern den Schweizer Meistertitel.
Am 22. November 2013 wurde Törmänen, der mit dem SC Bern bis dahin gerade mal 29 Punkte in 24 Spielen geholt hatte, entlassen. Im April 2014 übernahm er das Amt des Cheftrainers beim finnischen Erstligisten HIFK. Mit dem Saisonende 2016/17 schloss seine Trainertätigkeit bei HIFK. Im Dezember 2017 wurde er vom EHC Biel als Cheftrainer verpflichtet. Unter Törmänens Leitung erreichte Biel in der Saison 2017/18 erstmals seit 28 Jahren den Playoff-Halbfinal. Auch in der Saison 2018/19 gelang der Mannschaft unter Törmänens Leitung dieser Erfolg.
Im Juli 2020 und erneut im März 2023 wurde bei Törmänen eine Krebserkrankung diagnostiziert. In der Saison 2020/21 konnte er sein Traineramt daher nicht ausüben. Nach der zweiten Diagnose betreute er den EHC Biel noch bis zum Ausscheiden im Playoff-Halbfinal. Anschließend legte er sein Traineramt nieder.

### International
Für Finnland nahm Törmänen an den Weltmeisterschaften 1995, 1997, 1998 und Eishockey-Weltmeisterschaft 1999 teil. Des Weiteren stand er im Aufgebot Finnlands bei den Olympischen Winterspielen 1998 in Nagano, sowie dem World Cup of Hockey 1996, wobei er bei Letzterem ohne Einsatz blieb.

## Erfolge und Auszeichnungen
| - 1992 Finnischer Meister mit Jokerit - 1993 Dritter Platz Europapokal mit Jokerit - 1994 Finnischer Meister mit Jokerit - 1995 Gewinn des Europapokals mit Jokerit | - 1995 Finnischer Vizemeister mit Jokerit - 1997 Finnischer Meister mit Jokerit - 2002 Finnischer Meister mit Jokerit - 2011 Meister der Mestis mit Vaasan Sport (als Cheftrainer) - 2013 Schweizer Meister mit dem SC Bern (als Cheftrainer) |

### International
- 1988 Silbermedaille bei der U18-Junioren-Europameisterschaft
- 1995 Goldmedaille bei der Weltmeisterschaft
- 1998 Bronzemedaille bei den Olympischen Winterspielen
- 1998 Silbermedaille bei der Weltmeisterschaft
- 1999 Silbermedaille bei der Weltmeisterschaft